# 明知鉄道アケチ10形気動車
明知鉄道アケチ10形気動車 （あけちてつどうアケチ10がたきどうしゃ）は、1998年（平成10年）から1999年（平成11年）にかけて5両が製造された明知鉄道の気動車である。第三セクター鉄道等協議会が制定した標準型車両の最初の導入事例である。

## 概要
1985年（昭和60年）11月に日本国有鉄道（国鉄）明知線を第三セクターに転換して開業した明知鉄道が開業に際して準備したアケチ1形5両の代替用として1998年（平成10年）から1999年（平成11年）にかけて5両が製造された。1980年代中期に第三セクターに転換した鉄道が、車両の代替時期を迎える中、導入費用などの削減を目的に第三セクター鉄道等協議会が定めた標準仕様を初めて採用した車両である。5両のうち3両はセミクロスシート、2両はロングシートで製造されたが、同一形式とされ、全車が正面貫通式、両運転台、トイレなしである。2011年（平成23年）3月から運転されている急行大正ロマン号にも運用され、食堂車としても使用されている。2013年（平成25年）から一部車両の外装が広告などのラッピングになっている。

## 登場の経緯
1980年代中期に特定地方交通線を第三セクターに転換した各鉄道の中には、導入経費節減などを狙ってバス用の部品を多用して製造された車両を採用した例が多数あったが、バスは、耐用年数を10年程度として設計されていたため、鉄道車両に部品を転用した場合でも10年を経過した時点で劣化が見られるようになった。第三セクター鉄道用の車両は、当初は富士重工業製のバスをベースとした車両を導入する事例と、新潟鐵工所製の国鉄気動車の設計を簡素化した車両を導入する事例があったが、1990年代に入ると富士重工業製も鉄道車両用部品を多用した設計に移行していった。両社とも、ある程度の標準化は実現していたが、窓の構造などに発注者独自の仕様が残り、製造者、運用者の双方にとって効率が良いとは言えない状態が続いていた。バス用部品の流用による車両製造費用の削減も、バスの構造がモノコック構造からより軽量なスケルトン構造に移行したため安価な大量生産部品の鉄道車両への流用が困難となり、別の方法で初期費用の節減を図る必要が生じた。このような背景の中で第三セクター鉄道黎明期に導入された車両が代替時期を迎えるのにあたり、第三セクター鉄道等協議会が約2年の期間をかけて設計、製造および車両認可にかかる諸手続きの費用期間短縮を狙った標準仕様を制定、明知鉄道アケチ10形が標準仕様を採用した富士重工業製の最初の車両として導入された。

## 車体
第三セクター鉄道等協議会が定めた標準仕様を富士重工業製の気動車として初めて採用したもので、数種類用意された全長の中から15 m級の車体が採用された。アケチ1形がバス用部品を多用したリベット溶接構造だったのに対し、鉄道車両で標準的な溶接構造が採用された。標準仕様に準拠し、前面は貫通式、乗務員室は左側で、乗務員室側にのみ乗務員用扉が設けられた。車椅子での乗降に対応した900 mm幅、引戸の客用扉が両車端に設けられ、車椅子スペースが1箇所設けられた。扉間には中央部に上段固定、下段上昇の幅1,200 mmの窓5組が備えられた。戸袋部に窓は設けられなかった。アケチ1形に引き続き、トイレは設置されなかった。外部塗装は白をベースに紫色の濃淡の波型模様が正面に、緑と紫の波型模様とツツジの花の絵、明知鉄道の頭文字ARが側面に入れられた。
アケチ10とアケチ14の車内はロングシート、それ以外の3両はセミクロスシートで、通路を挟んで左右に4人掛けボックスシートが3組ずつ設けられた。通路の左右でボックスシート一組分ずらして配置されている。

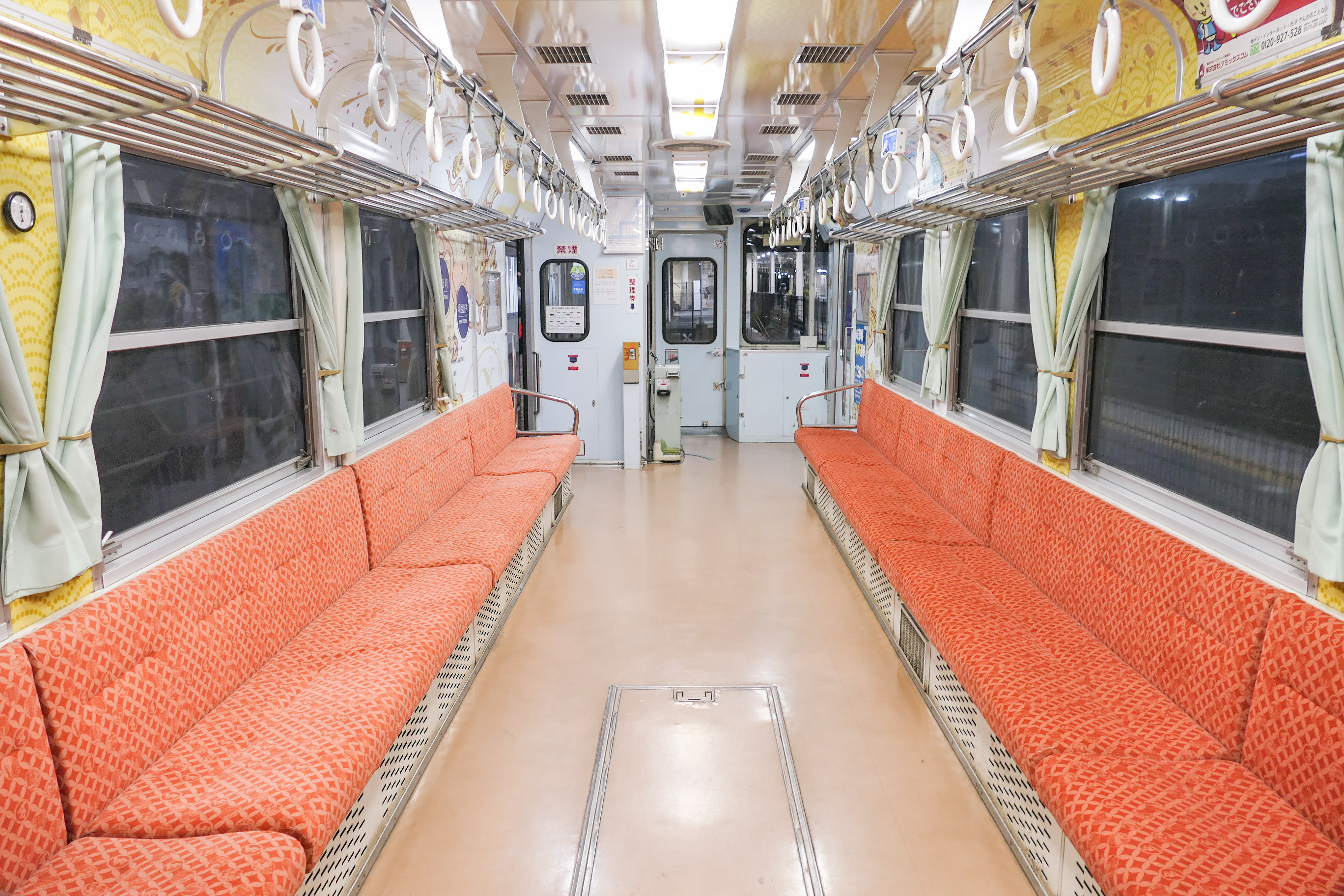
車内（アケチ14）
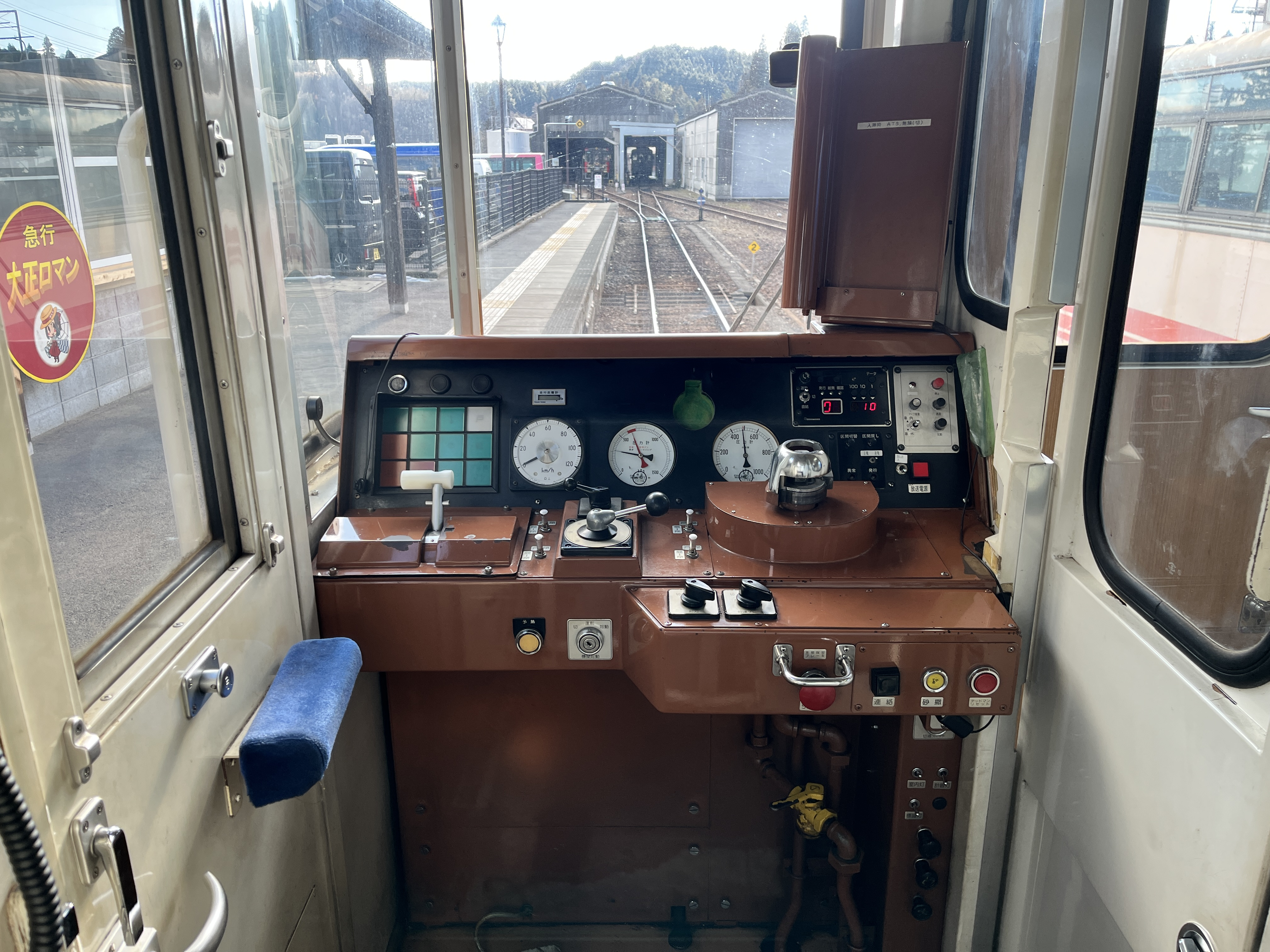
運転台付近（2025年1月）
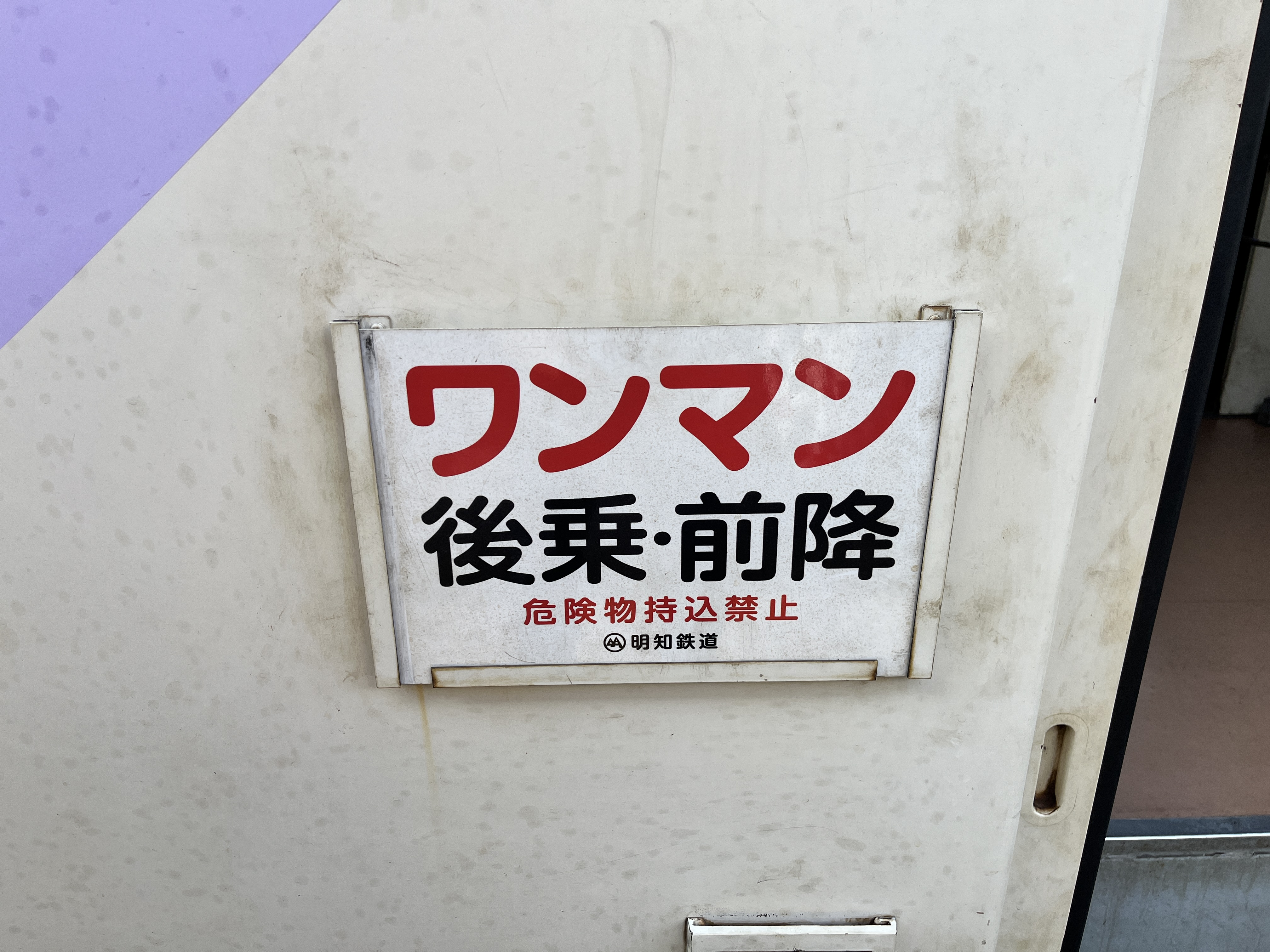
ワンマン列車用サインボード（2025年1月）

## 走行装置

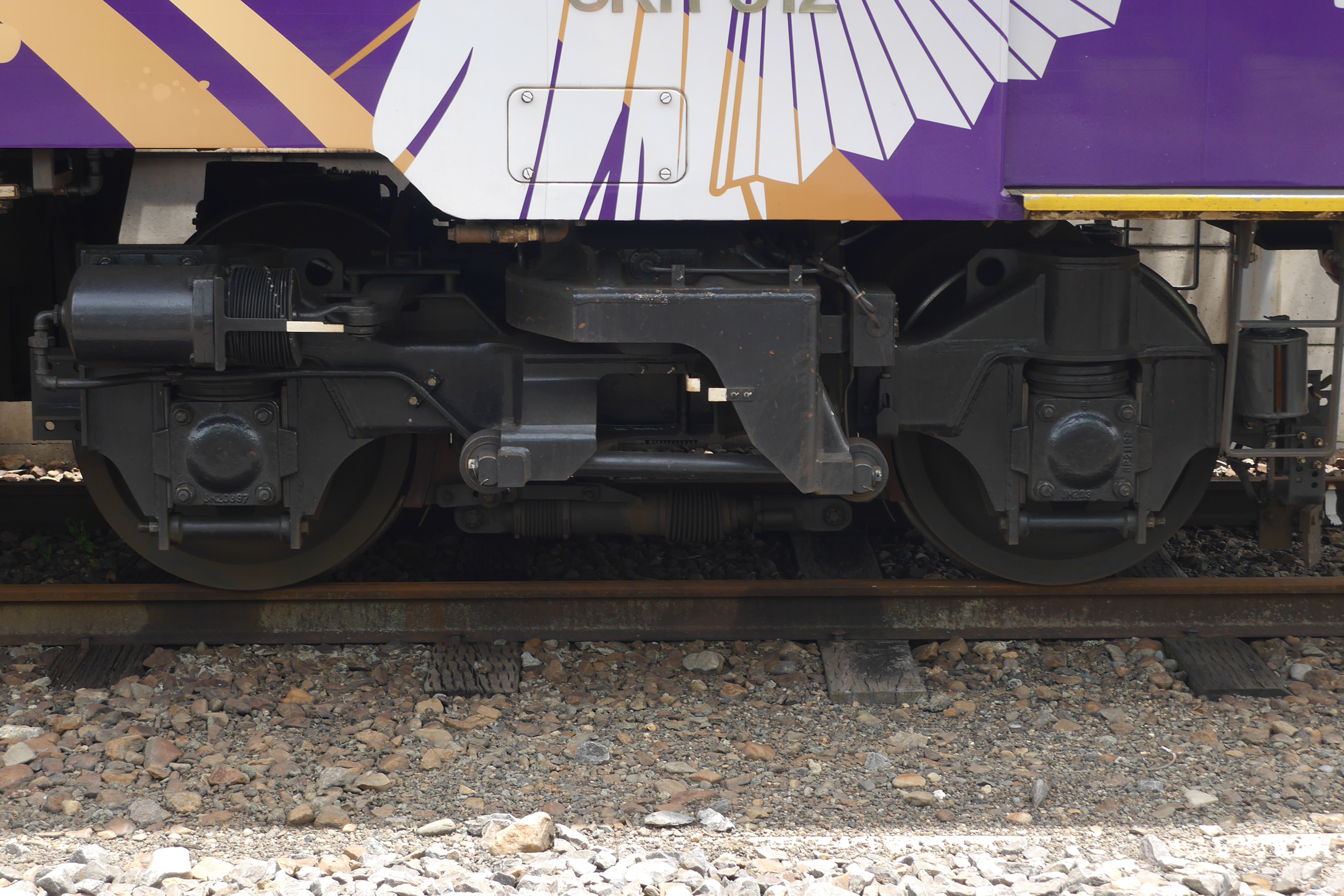
FU34系台車
写真は信楽高原鐵道SKR310形のもの

走行装置はアケチ1形と同一で、日産ディーゼル製PE6HT03ディーゼルエンジンを搭載、新潟コンバーター製DB115液体変速機を介して2軸駆動の台車に伝達される。エンジンはアケチ1形の定格出力169 kW（230 PS） / 1,900 rpmにたいして定格出力217 kW（295 PS） / 1,900 rpmで使用された。台車は上枕空気ばね、軸ばね式FU34KD/Tである。制動装置はSME三管式直通ブレーキが採用され、機関、排気、リターダで構成されるハイドロ・ダイナミック・リターダと呼ばれる抑速装置が併用された。保安装置としてATS-STが装備された。

## 空調装置
暖房装置はエンジン排熱を利用した温風式である。冷房装置はバス用のものを流用した能力27.9 kW（24,000 kcal/h）のものが設置された。

## 車歴
| 形式     | 車両番号 | 製造       | 製造時座席       | ロングシート化 | 廃車      |
| -------- | -------- | ---------- | ---------------- | -------------- | --------- |
| アケチ10 | 10       | 1998年1月  | ロングシート     | -              | -         |
| アケチ10 | 11       | 1998年10月 | セミクロスシート | 2017年6月      | ｰ         |
| アケチ10 | 12       | 1998年10月 | セミクロスシート | -              | 2018年3月 |
| アケチ10 | 13       | 1999年10月 | セミクロスシート | 2012年3月      | -         |
| アケチ10 | 14       | 1999年10月 | ロングシート     | -              | -         |

## 運用

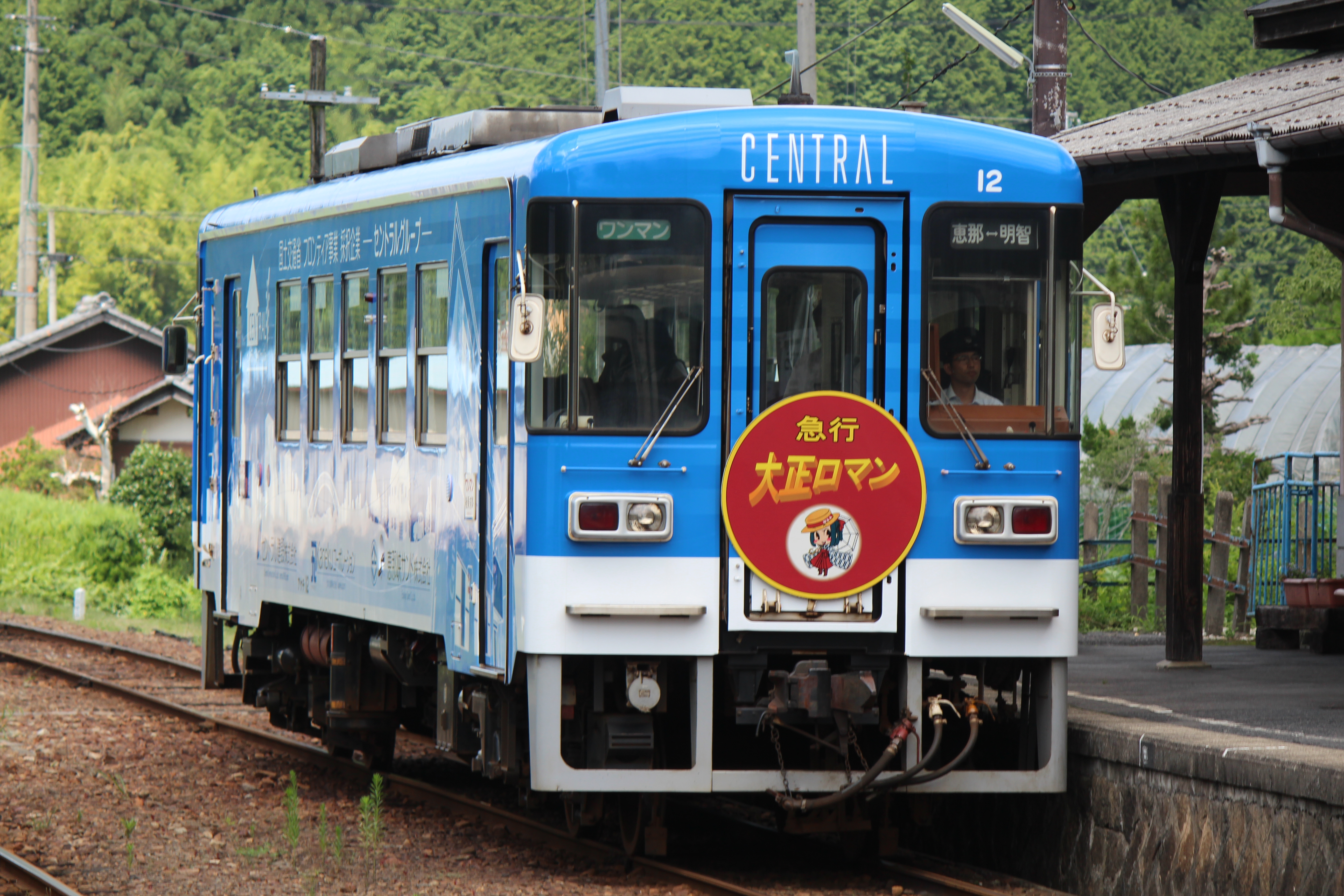
大正ロマン号に運用されていたアケチ12
地元の建設会社の広告塗装になっていた

1985年（昭和60年）の明知鉄道開業に際して投入されたアケチ1形の代替用として1998年（平成10年）1月に1両、同年10月に2両、1999年（平成11年）10月に2両の計5両が製造され、同数のアケチ1形が廃車された。2011年（平成23年）3月から運転されている急行大正ロマン号にも運用され、食堂車としても使用されている。2012年（平成24年）3月にはアケチ13の座席がロングシートに改造され、壁、天井に木目調のシートが貼られた。2013年（平成25年）からは全車を対象にラッピングの募集が行われており、アケチ11、アケチ12、アケチ13にラッピングが施されている。

2017年のアケチ6引退時に、同車のロングシートをアケチ11に載せてロングシートとした。

また、2018年3月のアケチ102号導入に伴い、ロングシート化されていなかったアケチ12号が廃車になり明智駅構内にてアケチ6号と共に留置されている。
2018年4月から9月にはNHK連続テレビ小説「半分、青い。」放送を記念して、アケチ14にヒロイン・永野芽郁を描いたラッピングが施された
。
2020年1月からNHK大河ドラマ「麒麟がくる」のPRとしてアケチ14に明智光秀役・長谷川博己を描いたラッピングが施されている。

### 書籍
- 寺田 祐一『私鉄気動車30年』JTBパブリッシング、2006年。ISBN 4-533-06532-5。

### 雑誌記事
- 『鉄道ピクトリアル』通巻515号「<特集> 台車」（1989年8月・電気車研究会）
  - 吉川文夫「日本の鉄道車両 台車の歴史過程」 pp. 10-15

- 『鉄道ピクトリアル』通巻658号「<特集> レールバス」（1998年9月・電気車研究会）
  - 「第三セクター・私鉄向け 軽快気動車の発達 富士重工業」 pp. 28-31
  - 高嶋修一「第三セクター・私鉄向け軽快気動車の系譜」 pp. 42-55

- 『鉄道ピクトリアル』通巻660号「新車年鑑1998年版」（1998年10月・電気車研究会）
  - 藤井信夫、大幡哲海、岸上明彦「各社別車両情勢」 pp. 83-100
  - 明知鉄道（株）技術部 伊藤正孝「明知鉄道 アケチ10形」 pp. 83-100
  - 「竣工月日表」 pp. 198-210

- 『鉄道ピクトリアル』通巻582号「新車年鑑1999年版」（1999年10月・電気車研究会）
  - 藤井信夫、大幡哲海、岸上明彦「各社別車両情勢」 pp. 91-107
  - 「1998年度車両動向」 pp. 176-185

- 『鉄道ピクトリアル』通巻692号「新車年鑑2000年版」（2000年10月・電気車研究会）
  - 藤井 信夫、大幡 哲海、岸上 明彦「各社別車両情勢」 pp. 101-119
  - 「1999年度 車両動向」 pp. 187-201

- 『レイルマガジン』通巻230号付録（2002年11月・ネコ・パブリッシング）
  - 岡田誠一「民鉄・第三セクター鉄道 現有気動車ガイドブック2002」 pp. 1-32

- 『レイルマガジン』通巻250号（2004年7月・ネコ・パブリッシング）
  - 寺田 祐一「私鉄・三セク気動車 141形式・585輌の今!」 pp. 4-50

- 『鉄道ピクトリアル』通巻868号「鉄道車両年鑑2012年版」（2012年10月・電気車研究会）
  - 岸上 明彦「2011年度民鉄車両動向」 pp. 86-119
  - 「各社別新造・改造・廃車一覧」 pp. 220-231

### Web資料
- “明知鉄道　ダイヤ改正より食堂車連結の急行列車運転”.  鉄道ホビダス (2011年2月22日). 2017年8月23日閲覧。
- 名取紀之 (2011年4月27日). “編集長敬白 明知鉄道は今...。（上）”.   鉄道ホビダス. 2017年8月23日閲覧。
- “明知鉄道にラッピング車両が登場”.  railf.jp (2013年5月3日). 2017年8月23日閲覧。
- “急行”大正ロマン”、アケチ10形4両で運転”.   railf.jp (2013年5月3日). 2017年8月27日閲覧。
- “明知鉄道に2両目のラッピング車両が登場”.   railf.jp (2013年7月30日). 2017年8月23日閲覧。
- “アケチ13にリニア中央新幹線のラッピング”.   railf.jp (2013年12月23日). 2017年8月23日閲覧。